# إعطاء الدواء مستقيميا

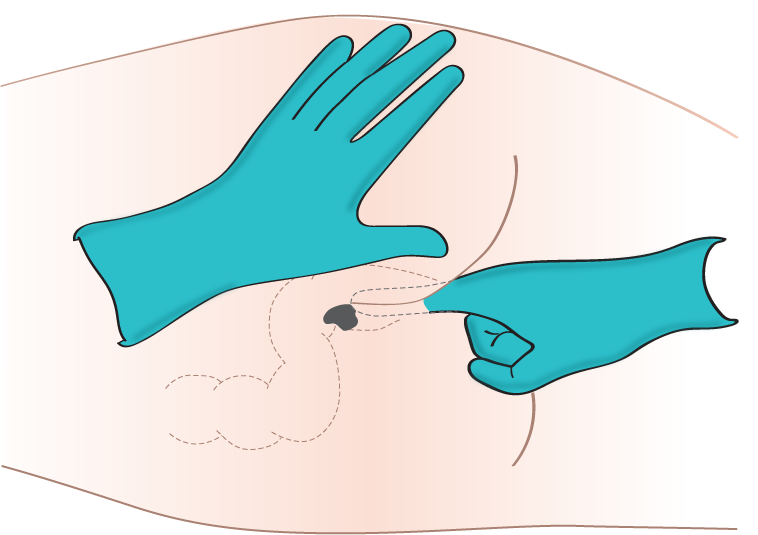

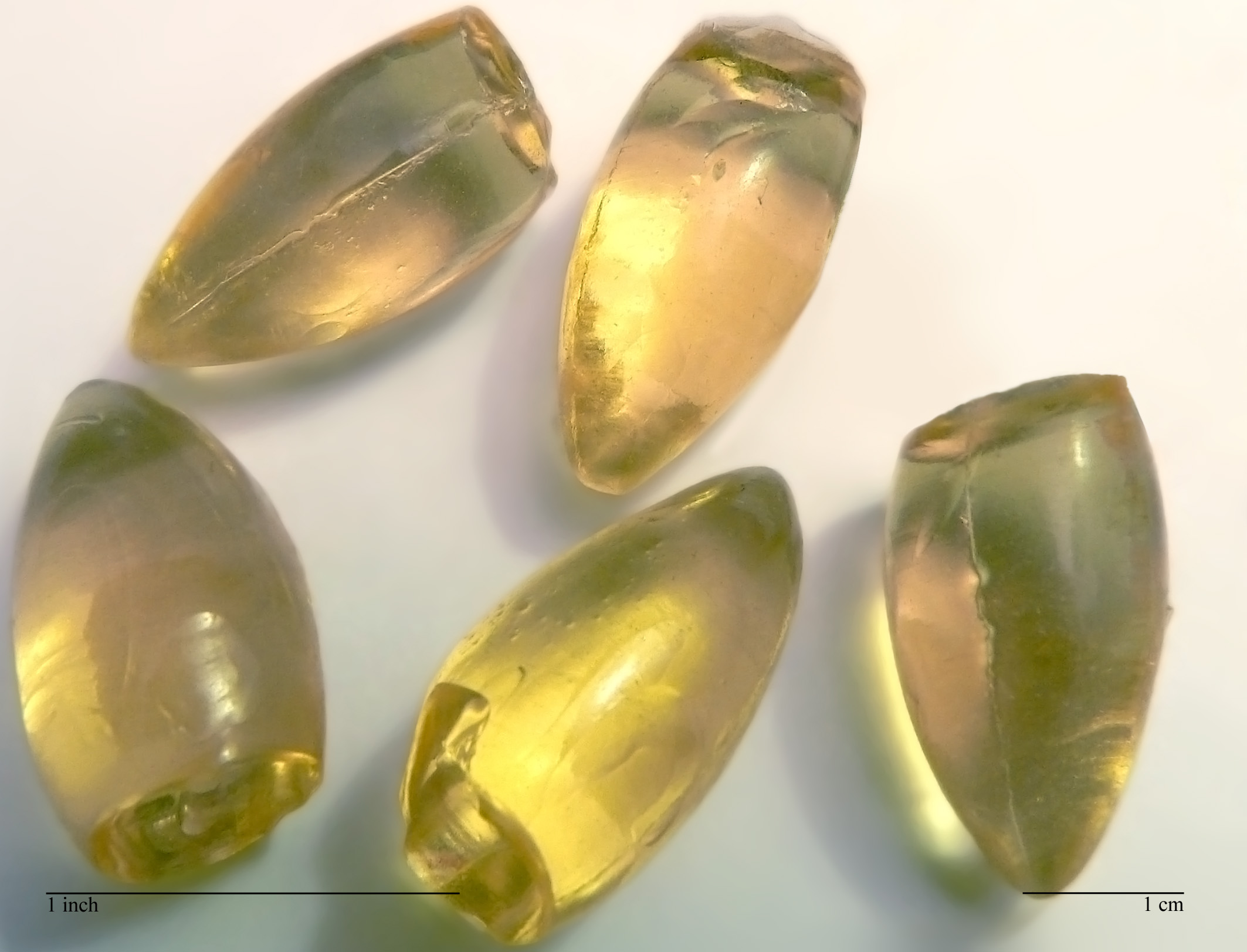
تحاميل الغلسرين (ملين) لإدخالها في المستقيم.

إعطاء الدواء بالمستقيم أو إعطاء الدواء عن طريق المستقيم يتم استخدام المستقيم كطريقة لإعطاء الأدوية أو بعض السوائل الأخرى، حيث يتم امتصاص الدواء عن طريق الأوعية الدموية للمستقيم، ثم تجري إلى الجهاز الدوراني، الذي بدوره ينقلها إلى أعضاء الجسم وأجهزته.
الدواء الذي يعطى عن طريق المستقيم يكون بشكل عام (يعتمد على الدواء) تأثيره أسرع، توافره البيولوجي أعلى، وذروته أقصر، ومدة فعاليته أقصر من الطريقة الفموية. ومن الميزات الأخرى لإعطاء الدواء بالمستقيم، أنه يميل لتقليل الغثيان مقارنة بالطريق الفموي ويمنع خسارة أي كمية من الدواء بسبب القيء. بالإضافة، الطرق الشرجية تمر بثلثيي عمليات الأيض الأولية وذلك لأن التصريف الوريدي للمستقيم يكون ثلثي جهازي (الأوسط ووريد المستقيم السفلي) وثلث بوابي (وريد المستقيم العلوي). هذا يعني أن الدواء سيصل إلى جهاز الدوراني بتغيير أقل وتركيز أعلى.
واخيرا، الطرق الشرجية تسمح للمريض بالبقاء في البيت عند أخذ الدواء عن طريقها في حالة وجود صعوبة بأخذها بالطرق الفموية. على عكس الحقن الوريدي، اذ بالعادة يتم إدخال المرضى المستشفى وتحتاج إلى اشكال دوائية خاصة ومعقمة، أنابيب خاصة للمستقيم توضع من قبل مختصين، مثل ممرضي المستشفيات أو ممرضي الرعاية المنزلية، في البيوت. العديد من أشكال الأدوية الفموية يمكن أن تطحن وتعلق في الماء لكي يتم إعطاءها عن طريق أنبوبة المستقيم.
طرق إعطاء الدواء شرجيا يعد مفيدا للمرضى غير القادرين على البلع، بما فيهم الذين على فراش الموت (يقدروا ب1.65 مليون شخص في دور الرعاية في الولايات المتحدة الأمريكية كل عام). ولأن الطرق الشرجية تكون بديلا أكثر سرعة وأمان وسعر اقل من الاشكال الدوائية الأخرى ، وأيضا تسهل الرعاية الطبية للمرضى في الرعاية طويلة الأمد أو الرعاية التلطيفية، أو تعد بديل للحقن الوريدي أو الحقن الجلدي في حالات مختلفة.

## الطرق
طرق إعطاء الدواء شرجيا يتم تطبيقها بما يأتي:
1-التحاميل، وهي أدوية تدخل الجسم عن طريق المستقيم
2-الحقنة الشرجية، طريقة تدخل محاليل الأدوية السائلة (أدوية مذابة بالماء، الكمية عادة تكون أقل من 10ملليتر) في المستقيم وفي بعض الأحيان في القولون (عندما يستخدم كمية سوائل أكثر).
3-انبوبة خاصة صممت من أجل الطرق الشرجية للأدوية والسوائل، حيث يمكن أن توضع بشكل آمن ومريح في المستقيم ويمكن إعادة استخدامها.

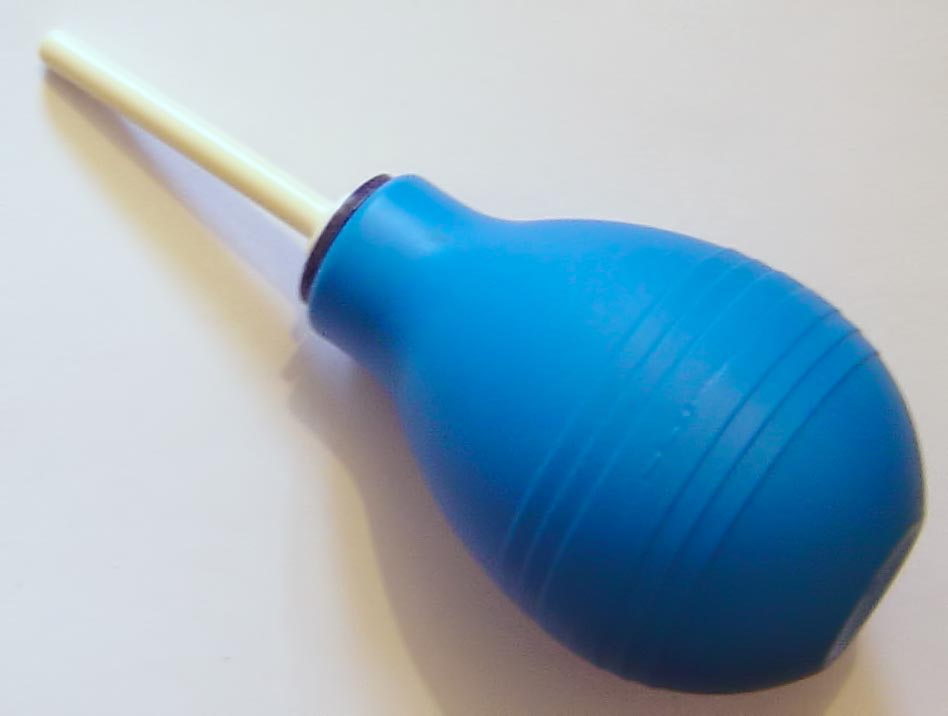
حقنة المستقيم (بصيلة) يمكن استخدامها لادخال السوائل في المستقيم

## الملاحظات
1-المستقيم يحتوي على أعداد هائلة من الأوعية الدموية المتاحة لامتصاص الدواء.
2-الأعضاء والأجهزة، تعتمد إذا كان الدواء قادر على مرور حاجز الدم في الدماغ أو لا، الجهاز العصبي المركزي، الجهاز العصبي المحيطي، الجهاز القلبي الوعائي، وما إلى ذلك.
3-وغيره من عائدات الأصول التي تمر بعمليات الأيض الأولية وتشمل الاستنشاق (الدخان، التبخير، الخ)، الحقن الوريدي، النفخ (الشخير)، وما إلى ذلك، ولكن الطرق الفموية لا تمر بعمليات الأيض الأولية.